# جند دمشق

سوریه و استان‌های آن در زمان خلافت عباسیان

جند دمشق، بعد از اینکه سرزمین شام در زمان عمر بن خطاب تصرف شد، شام به چند بخش تقسیم شد که هر کدام آن را جند نام گرفت که جند دمشق یکی از پنج جند تابع ولایت شام بود. چهار جند دیگر جند قنسرین، جند حمص، جند اردن و جند فلسطین نام داشت.